# ليو بيرني
ليو بيرني (بالإنجليزية: Leo Burney)‏ هو لاعب كرة قدم أمريكي في مركزي الوسط والدفاع، ولد في 2 نوفمبر 2001 في توكويلا في الولايات المتحدة. لعب مع تاكوما ديفنس وسياتل ساوندرز.